# 193 (număr)
193 (o sută nouăzeci și trei) este numărul natural care urmează după 192 și precede pe 194 într-un șir crescător de numere naturale.

## În matematică
193
- Este un număr prim.
- Este un număr deficient,[1][2] ca orice număr prim.
  - Este un număr prim aditiv.[3][4]
  - Este un număr prim cubic generalizat[5]
  - Este un număr prim Labos.[6][7]
  - Este un număr prim lung.[8][9]
  - Este un număr prim Pierpont.[10][11]
  - Este un număr prim Pillai.[12][13]
  - Este un număr prim plat.[14][15]
  - Este un număr prim Proth.[16][17]
  - Este un număr prim slab.[18][19]
  - Este un număr prim Solinas.[20][21]
  - Este un număr prim subțire.[22][23]
  - Împreună cu numărul prim 191 formează o pereche de numere prime gemene,[24][25] fiind numărul cel mai mare din pereche.[26]
  - Este al doilea din cvadrupletul de numere prime: 191, 193, 197 și 199.
  - Este singurul număr prim p cunoscut pentru care 2 nu este o rădăcină primitivă a lui {\displaystyle 4p^{2}+1}.[27]
- Este un număr fericit.[28][29]
- Este un număr norocos.[30][31]
- Este un număr odios.[32][33]
- Este un număr liber de pătrate.
- Este un număr centrat 32-gonal.[34][35]
- Este suma a două pătrate: {\displaystyle 193=12^{2}+7^{2}\,}.
- Este diferența a două pătrate: {\displaystyle 193=97^{2}-96^{2}\,}.
- Este diferența produsului și sumei a primelor patru numere prime: {\displaystyle 193=(2\cdot 3\cdot 5\cdot 7)-(2+3+5+7)\,}.
- Fracția {\displaystyle 193/71\,} este cea mai exactă aproximație a constantei e unde atât numărătorul și numitorul sunt mai mici ca 200 (prezintă interes la lira de schimb cu roți dințate, eroarea fiind de +1,03×10–5).

## În știință

### În astronomie
- Obiectul NGC 193 din New General Catalogue este o galaxie lenticulară cu o magnitudine 14,5 în constelația Peștii.
- 193 Ambrosia este un asteroiddin centura principală.
- 193P/LINEAR-NEAT (LINEAR-NEAT 2) este o cometă periodică din sistemul nostru solar.

## În alte domenii
193 se poate referi la:
- ICRF 193, inhibitor al topoizomerazei.
- Procesul celor 193 un mare proces al unor criminali din Rusia în anii 1877–1878.
- Eyebrow No. 193, Saskatchewan, o municipalitate rurală din Canada.